# Георги Костурков
Георги Радев Костурков е български революционер, деец на Вътрешната македонска революционна организация.

## Биография
Роден е в 1882 година в Панагюрище, Княжество България, в семейството на Раде Георгиев Костурков и Мария Костуркова, емигранти от Костур. В 1902 година, както сам казва, „като син на поробена Македония“, се присъединява към ВМОРО и участва в четите на Тане Николов в Прилепско и Борис Сарафов. Сражава се при Витолища, Вепърчани и в Крушовската кория.
В 1909 година се мести да живее в Шумен. На 19 април 1943 година като жител на Шумен подава молба за българска народна пенсия. Молбата е одобрена и пенсията е отпусната от Министерския съвет на Царство България.